# Galaxia cD

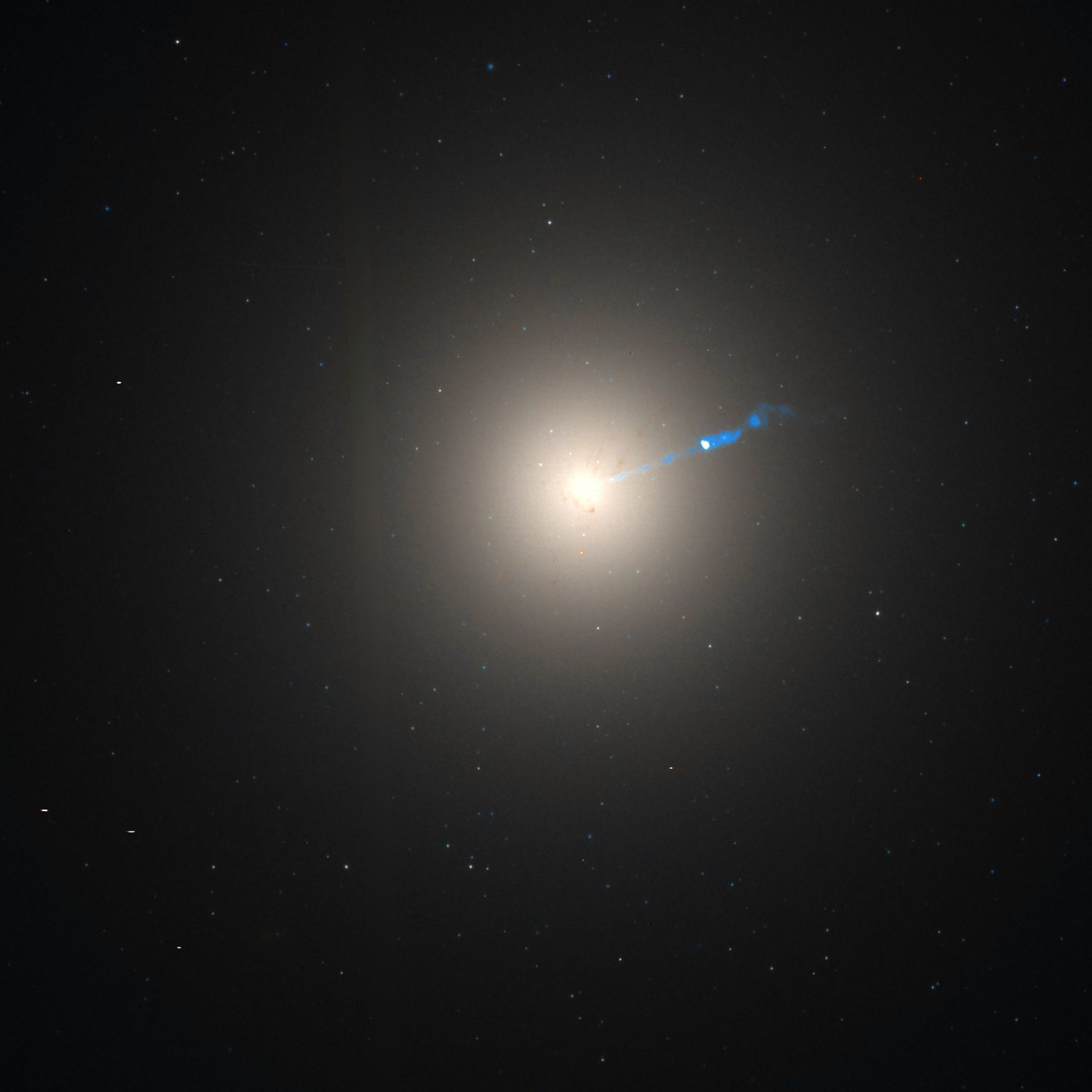
La galaxia elíptica gigante M87, en el centro del Cúmulo de Virgo, es clasificada cómo galaxia cD.

Una Galaxia cD (también Galaxia de tipo cD) es un tipo de galaxia elíptica caracterizada por su gran halo de estrellas. que a veces se encuentran en el centro de cúmulos de galaxias. Son también conocidas cómo galaxias elípticas supergigantes o Galaxias centrales dominantes.

## Galaxias cD
El tipo cD es una clasificación existente en el esquema de clasificación de galaxias de Yerkes, y es una de las dos clasificaciones de Yerkes aún en uso hoy, junto con el tipo D. La "c" en "cD" indica que son galaxias muy grandes, es decir supergigantes, mientras que la "D" indica que éstas galaxias tienen un aspecto difuso. "cD" también es usado en inglés cómo acrónimo de central Dominant galaxy (Galaxia central dominante), y son consideradas las mayores galaxias conocidas.
Las galaxias cD son similares a las galaxias lenticulares (S0) o a las galaxias elípticas (E#), pero mucho mayores, con radios de hasta un millón de años luz o incluso más. Su aspecto es el de una galaxia elíptica rodeada por una envoltura de bajo brillo superficial. Se descubrió el 27 de octubre de 1990. Hoy se piensa que son el resultado de colisiones entre galaxias. Cómo prueba de ello, algunas tienen varios núcleos.
Las galaxias cD son uno de los tipos que a menudo se encuentran cómo las galaxias más brillantes de un cúmulo de galaxias. Debido a que bastantes grupos de galaxias fósiles (grupos de galaxias consistentes en una única galaxia gigante rodeada por un halo de gas caliente detectable gracias a su emisión de rayos X y sin galaxias brillantes cerca) son similares a galaxias cD, se ha sugerido que una galaxia cD resulta de la creación de ese tipo de grupo de galaxias, y posteriormente a la formación de un nuevo cúmulo de galaxias alrededor del grupo fósil. Sin embargo, las galaxias cD nunca son encontradas aisladas en el espacio. Se estima que un 20% de las galaxias más brillantes de cúmulo son cDs.

## Crecimiento
Se cree que las galaxias cD nacen a consecuencia de la caída en espiral hacia el centro de las galaxias existentes en un cúmulo de galaxias, y su fusión allí, algo propuesto por primera vez por Herbert J. Rood en 1965. Este proceso explica el enorme tamaño y luminosidad de las galaxias cD. Los restos de galaxias menores absorbidas pueden encontrarse cómo estructuras de gas y polvo en el halo de la galaxia mayor, el cual puede tener un diámetro cómo ya se ha explicado de hasta millones de años luz.

### Fricción dinámica
Se cree que la fricción dinámica desempeña un importante papel a la hora de la formación de galaxias cD en cúmulos de galaxias. Este proceso empieza cuando una galaxia grande se mueve a través de un cúmulo de galaxias, atrayendo tras ella a galaxias menores y a materia oscura, todo lo cual sigue a la galaxia mayor atrayendo a esta con su fuerza de gravedad y decelerándola hasta hacer que, debido a la pérdida de energía cinética, la galaxia grande empiece a caer en espiral hacia el centro dinámico del cúmulo, dónde sus estrellas, gas, polvo, y materia oscura y las de las galaxias menores que la han seguido se unirán con las de otras galaxias que han sufrido antes el mismo destino. El resultado neto es la formación de una galaxia con un halo muy grande y difuso. Los restos de las galaxias fusionadas o en proceso de fusión pueden verse como otros núcleos en la galaxia cD.
Además de este proceso, otro que contribuye a su crecimiento en algunos casos la caída de gas hacia ella en la forma de flujos de enfriamiento, gas que al acumularse en la región central de la galaxia cD se comprime provocando el nacimiento de estrellas.

## Cúmulos cD
Las galaxias cD son usadas para definir cúmulos de galaxias; un cúmulo de galaxias con una galaxia cD en su centro es denominado «cúmulo cD», o «cúmulo de galaxia de tipo cD», o «cúmulo de galaxias de tipo cD».

## Ejemplos de galaxias cD
- NGC 1275.[28]
- NGC 6166.[28]
- IC 1101, la galaxia más grande conocida (diámetro de 6 millones de años luz).[29][30][31]
- Messier 87, la galaxia central del Cúmulo de Virgo.
- NGC 1399 en el Cúmulo de Fornax.
- NGC 4889, la galaxia más brillante del Cúmulo de Coma.

## Lecturas recomendadas
- PDF - "A Preliminary Classification of the Forms of Galaxies According to Their Stellar Population", W. W. Morgan, Yerkes Obeservatory, 1958, doi 10.1086/127415, Bibcode: 1959PASP...71..394M

```
(PASP 70)
```

- PDF - "Intracluster light and the extended stellar envelopes of cD galaxies: an analytical description", Marc S. Seigar, Alister W. Graham, Helmut Jerjen, July 2007 doi 10.1111/j.1365-2966.2007.11899.x, Bibcode: 2007MNRAS.378.1575S

, arΧiv:astro-ph/0612229v2 (MNRAS 07/2007)